# Pohlia aristatula
Pohlia aristatula là một loài Rêu trong họ Bryaceae. Loài này được (Broth. & Paris) H.A. Mill., H. Whittier & B. Whittier miêu tả khoa học đầu tiên năm 1978.